# المونارخية
المونارخية أو السابيلية وفي الغرب تدعى مؤلمي الآب (Patripassianism ) ترجع هذه الحركة إلى عصر يوستين الذي أدان القائلين بأن "الابن هو الآب" (حوار مع تريفو 128)

## عقيدة

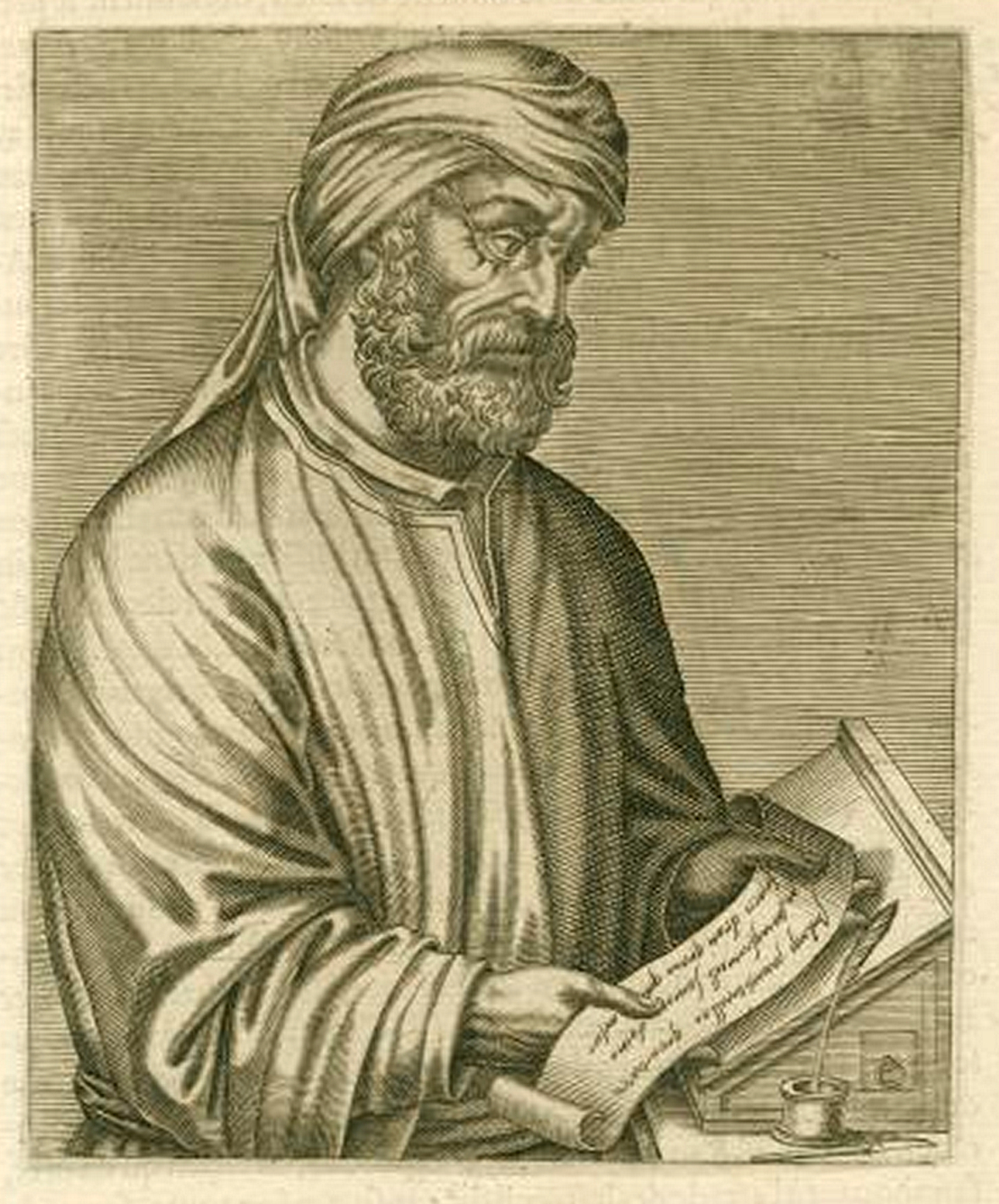

والسابيلية تعلم بأن الآب والابن والروح القدس هم شخص واحد

## مؤسس الطائفة
وُلد سابيليوس في نهاية القرن الثاني ومات عام 261 م تلميذ نوئيتوس الهرطوقي أحد أساقفة بطلومايس بالخمس مدن الغربية. كان قد تربى في مدينة رومية، وتتلمذ لنوئيتوس الهرطوقي وأصبح كاهنا وهو ليبي الجنسية تعلّم في روما واستقر بها.. وأخذ عنه تعاليمه التي تنحصر في أن الإله أقنوم واحد أعطى الناموس لبني إسرائيل بصفته الآب، وصار إنسانًا في العهد الجديد بصفته الابن، وحلّ على الرسل في علّية صهيون بصفته الروح القدس وأصبح سابيليوس كاهنا وهو ليبي الجنسية تعلّم في روما. ومن ثم أتى مصر وأضل كثيرين ببدعة مؤداها أن الله نفسه هو الذي كفر عن خطايا البشر وأنكر الأقانيم الثلاثة هذه البدعة التي جددها فيما بعد رجل يدعى أوسابيوس مجدد بدعة سابيليوس قال فيها أن الأقانيم وجوه ثلاثة وليست طبيعة في جوهر الله فسمى الله قبل التجسد (آب) وفى تجسده يسمى (ابن) وفى عطاياه يسمى (الروح القدس). سابيلوس ولكن أتباعه لجأوا إلى أسقف رومية وكان يدعى ديونيسيوس أيضا واتهموا بطريركهم الاسكندرى بالهرطقة. وفى تسرع حرم الأسقف الروماني البطريرك الاسكندرى وأرسل له رسالة إلى الأسقف ديونيسيوس الروماني أفهمه فيها بالأمر فشعر أسقف رومية بخطأه وانتهى النزاع الذي يسمونه تاريخيا (نزاع الدينيسيون).

## وصلات خارجية
تاريخ المونارخية

## انظر ايضا
- سابيليوس